# Сибирские огни (журнал)
«Сибирские огни» — литературный журнал, издающийся в Новосибирске с 1922 года.

## История
27 декабря 1921 Сиббюро ЦК РКП(б) по предложению Е. М. Ярославского одобрило докладную записку Сибгосиздата о создании литературного журнала. 13 марта 1922 была утверждена редколлегия в составе Е. М. Ярославского (в то время заведующего агитпропом Сиббюро), Ф. А. Березовского (редактора газеты «Советская Сибирь»), работников Сибгосиздата Д. Г. Тумаркина, В. П. Правдухина, М. М. Басова и 21 марта 1922 года вышел первый номер издания.
Как по оформлению, так и по содержанию «Сибирские огни» ориентировались на «Красную новь», а руководство журнала (В. Я. Зазубрин и В. П. Правдухин) были идейно близки группе «Перевал». В программной статье в первом номере редакция так определила задачи издания:
Не стесняя себя узкими догмами, журнал будет принимать всё, что художественно воспроизводит эпоху социальной революции и её своеобразное отражение в Сибири, что «созвучно» эпохе.
В «Сибирских огнях» 1920-х годов цензура была довольно мягкой, в журнале печатали произведения и тех, кого называли классовыми врагами. Так в одном из номеров были опубликованы воспоминания о Гражданской войне Ивана Смирнова, председателя Сиббюро ЦК ВКП(б) и воспоминания генерала Женена, при Колчаке командовавшего союзническими войсками.
После падения А. К. Воронского бюро Сибкрайкома ВКП(б) летом 1928 года обвинило редакцию в «сменовеховском национализме» и «областничестве» и назначило новую, в составе А. П. Оленича-Гнененко, А. А. Ансона и В. А. Итина.
С 1930 года журнал — орган Сибирской ассоциации пролетарских писателей (СибАПП). Новая редколлегия (А. В. Высоцкий, А. А. Ансон, П. Запорожский, В. А. Итин, Н. В. Чертова) проводила общую политику РАПП («призыв ударников в литературу», «диалектико-материалистический метод», борьба с попутчиками). С 1933 года — орган Западносибирского оргкомитета Союза советских писателей.
Во время войны журнал выходил как альманах, в расширенном формате возобновлён в 1946 году. Выходил сначала 6 раз в год, с 1958 года выходит ежемесячно. Один из органов печати Союза писателей РСФСР.
В разные годы в этом журнале издавались произведения Л. Н. Мартынова, В. А. Итина (был редактором журнала), И. А. Мухачева, А. Л. Коптелова, Е. К. Стюарт, К. Н. Урманова, А. С. Иванова, А. Т. Черкасова, В. П. Астафьева, В. Г. Распутина, Г. М. Прашкевича, В. А. Диксона, В. B. Левашовa, Э. А. Ахадова и многих других.
Одним из ярчайших редакторов журнала во 2-й половине XX века был А. В. Никульков. В период его редакторства (1975—1987) в журнале печатались В. М. Шукшин, Н. Я. Самохин, композитор Н. В. Богословский и многие начинающие писатели, которые потом вышли в большую литературу. Многие «запрещённые» писатели впервые смогли опубликовать свои произведения благодаря поддержке А. В. Никулькова. Тираж «Сибирских огней» в эти годы достиг 125 000 экземпляров.
В 1990-е годы журнал едва не прекратил своё существование. В 1998 году «Сибирские огни» воскресли.
После конфликтной смены главного редактора в конце декабря 2013 года «Сибирские огни» находились в подвешенном состоянии в «Журнальном зале», литературном интернет-проекте, представляющем деятельность русских «толстых» литературно-художественных и гуманитарных журналов, выходящих в России и за рубежом. «Сибирские огни» не обновлялись в «Журнальном зале» с января 2014 года и в итоге в конце декабря 2015 года были выведены в «Архив».

### С 2015 года
С конца 2014 года — начала 2015 года (назначения главным редактором М. Н. Щукина и смены состава редакторов) в журнале произошел ряд масштабных изменений, отраженный в статье «Сибирские огни 2014—2018», опубликованной на сайте журнала 17 февраля 2019 года в качестве отчета обновленного состава редакции о проделанной работе. Основные изменения касались следующих направлений деятельности:
Работа с авторами
- С 2016 года «Сибирские огни» вручают ежегодную литературную премию лучшим авторам, опубликованным на страницах журнала. В разные годы премию поддерживали различные муниципальные организации Новосибирска, представители бизнеса, депутаты Совета депутатов г. Новосибирска, писательские союзы и Министерство культуры Новосибирской области. Размер премии в эти годы составлял 15 000 руб. на одного лауреата. Лауреатами премии становились: Алексей Леснянский (2015, Абакан), Наталья Ахпашева (2015, Абакан), Геннадий Прашкевич (2016, Новосибирск), Светлана Кекова (2016, Саратов), Дмитрий Мурзин (2016, Кемерово), Павел Пономарёв (2016, Барнаул), Владимир Костин (2016, Томск), Александр Денисенко (2017, Новосибирск), Елена Безрукова (2017, Барнаул), Михаил Хлебников (2017, Новосибирск), Володя Злобин (2017, Новосибирск), Геннадий Башкуев (2018, Улан-Удэ), Алексей Ивантер (2018, Москва), Виктор Коврижных (2018, Кемеровская область), Эльза Гильдина (2018, Уфа-Москва), Анастасия Разумова (2019, Пермский край), Мария Теплякова (2019, Суздаль) и др.[12][13]
- С 2016 г. редакцией журнала «Сибирские огни» ежегодно проводится Совещание сибирских авторов (в разные годы работа совещания осуществлялась по направлениям: «Проза», «Поэзия», «Критика», «Публицистика», «Фантастика»), по итогам которого лучшие участники рекомендуются к принятию в состав Союза писателей России, к публикации в различных российских литературных изданиях, к участию во Всероссийском совещании молодых литераторов в Химках.[14][15]
- С 2017 г. в журнале «Сибирские огни» выплачиваются гонорары.

В период с 2015 по 2018 гг. авторы журнала стали лауреатами престижных литературных конкурсов и премий, таких как Патриаршая литературная премия, Национальная литературная премия им. В. Г. Распутина, литературная премия им. В. М. Шукшина, «Русский Букер», «Золотой Дельвиг», ежегодная премия журнала «Наш современник», Григорьевская поэтическая премия, «Русские рифмы», «Лицей», Международная Волошинская премия, «Книгуру», премия «Справедливой России», а также конкурсов драматургии «Филатов-фест» и «Баденвайлер».
Организация мероприятий
- С 2014 года редакция осуществляет проект «Литературный десант», в рамках которого коллектив журнала проводит встречи новосибирских и иногородних авторов с читателями в библиотеках и вузах Новосибирска, Новосибирской области и различных городов Сибири.[16][17][18]
- С 2016 года редакция и авторы журнала принимают участие в акции «Поезд „За духовное возрождение России“», ежегодно проходящей в Новосибирской области.[19]
- С 2015 года редакцией журнала проводятся: отборочный тур Всероссийского поэтического слэма (2015—2017), Всесибирский круглосуточный поэтический марафон «Не спи, поэт!» (2017—2018, совместно с Новосибирской областной юношеской библиотекой) и другие региональные и местные литературные мероприятия.[20][21]

В целом с 2014 по 2018 гг. в мероприятиях журнала «Сибирские огни» приняли участие литераторы всех поколений и различных эстетических направлений, среди которых более 200 новосибирцев и жителей НСО — и более 100 авторов из других регионов Сибири.
Специальные выпуски журнала
Помимо 12 регулярных номеров в год коллективом редакции осуществляется издание специальных выпусков, посвященных значимым темам, событиям и людям Новосибирска и Новосибирской области:
- «Наше метро» (2015)
- «Петр Дедов» (2016)[22]
- «Колывань, Болотное, Мошково» (2016)[23]
- «Сибирские огни. 95-летие журнала» (2017)
- «Пятая культурная Олимпиада Новосибирской области» (2017)
- «Мультимедийный парк „Россия — моя история“» (2017)[24]
- «Книжная Сибирь» (2018)[25]
- «Сузунский медеплавильный завод» (2019)[26]
- «Новосибирский Горводоканал» (2019)
- «Победа-75» (2020)[27]

Сайт и интернет-проекты
- С 2016 г. Новосибирской государственной областной научной библиотекой ведется работа по оцифровке старых выпусков «Сибирских огней». По мере оцифровки номера появляются на сайте библиотеки, а также в более удобной форме (для поиска и исследовательской работы) — на сайте самого журнала. В данный момент доступен архив журнала с 1922 по 1996 гг.[3]
- С 2015 года на сайте публикуются все новые номера журнала. Кроме того в рубрике «Архив XXI век» доступны все номера, начиная с 2000 г.
- С 2015 года на сайте журнала введено несколько новых рубрик — «Библиотека», «За журнальными полями», «Мультимедиа» и др., в которых публикуются материалы, выходящие за пределы ежемесячных номеров издания.
- С 2015 года журнал имеет страницы во всех основных социальных сетях — Вконтакте, Фейсбук, Одноклассники, Инстаграм — общее количество подписчиков насчитывает более 17 000 чел (данные за 2018 г., на июнь 2020 — более 20 000). Ежедневно на страницах соцсетей появляются новости литературы, информации о литературных конкурсах, публикации из печатной версии журнала, статьи и т. д.
- В 2015 г. по инициативе редакции «Сибирских огней» создан сайт «Журнальный мир», где на безвозмездной основе размещаются электронные версии литературных журналов и альманахов, выходящих как в России, так и в русском зарубежье. «Сибирские огни» продолжают курировать проект, и сейчас в «Журнальном мире» — более 60 журналов и альманахов из России и 8 зарубежных изданий (из Австралии, Бельгии, Германии, Израиля, Канады, США, Украины).[28][29]
- С 2018 года выходят ежемесячные видеоанонсы новых номеров журнала.[30]

Дальнейшая деятельность
С 2019 года редакцией журнала организован Всероссийский конкурс видеопоэзии «Невидаль».
С 2019 года редакцией журнала совместно с Новосибирской областной юношеской библиотекой при поддержке министерства культуры Новосибирской области осуществляется социальный проект Молодежных литературных курсов им. В. Я. Зазубрина — для талантливых авторов 14-18 лет.
С 2020 года на сайте «Журнальный мир» добавлен раздел «Сборники», в котором размещаются современные антологии и коллективные литературные сборники — «Заря. Антология молодой литературы России» (сост. Григорий Шувалов. — М.: ООО "Издательский дом «Вече», 2018), «Новые писатели. Новые имена в литературе: проза, поэзия, драматургия, литература для детей, литературная критика, эссе» (сост. Владимир Коркунов. — М.: Фонд СЭИП, 2019), «Уйти. Остаться. Жить. Антология литературных чтений „Они ушли. Они остались“ (2012—2016)» (Сост. Б. О. Кутенков, Е. В. Семёнова, И. Б. Медведева, В. В. Коркунов. — М.: «ЛитГОСТ») и т. д.
С 2020 года расширена география участников ежегодного совещания журнала — помимо сибирских авторов присылать рукописи на конкурс могут также дальневосточные писатели.

## Фотогалерея
Проект оцифровки редких архивных фото осуществляется журналом «Сибирские огни» совместно с Городским Центром истории Новосибирской книги.

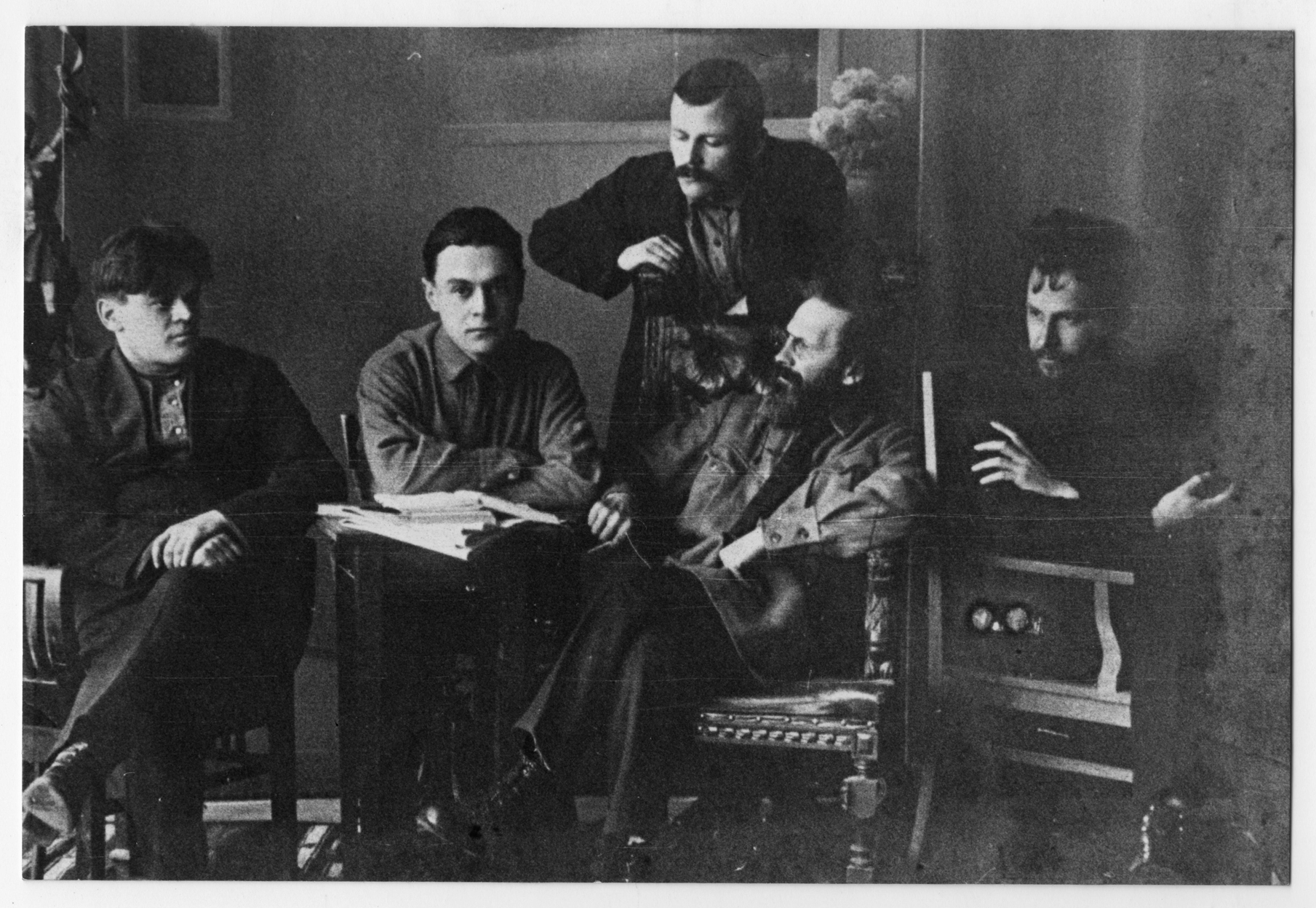
Редакция Сибирских огней, 1922-23 гг. Слева направо Тумаркин, Итин, Басов, Вегман, Зазубрин.
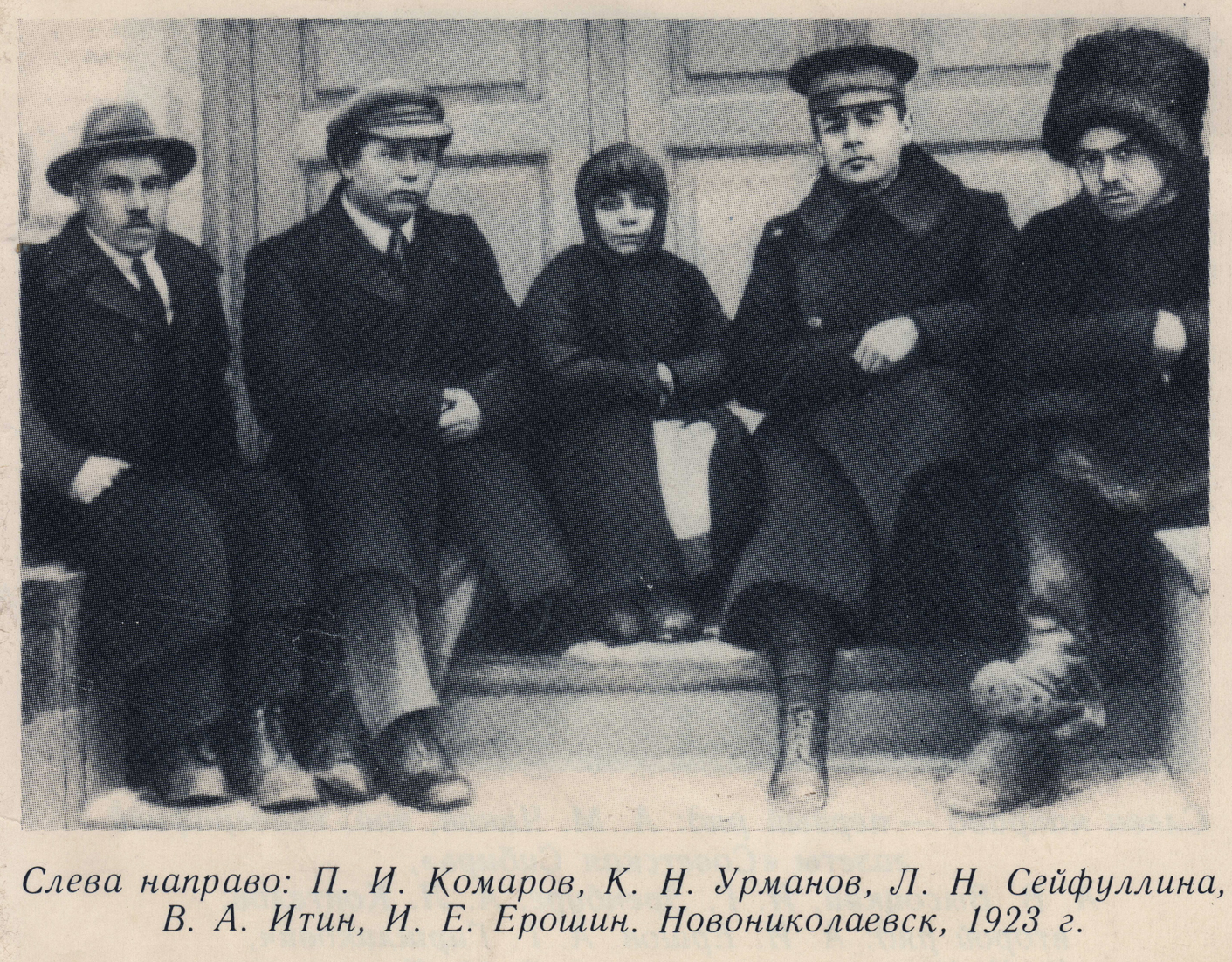
Редакция Сибирских огней, 1923 г.
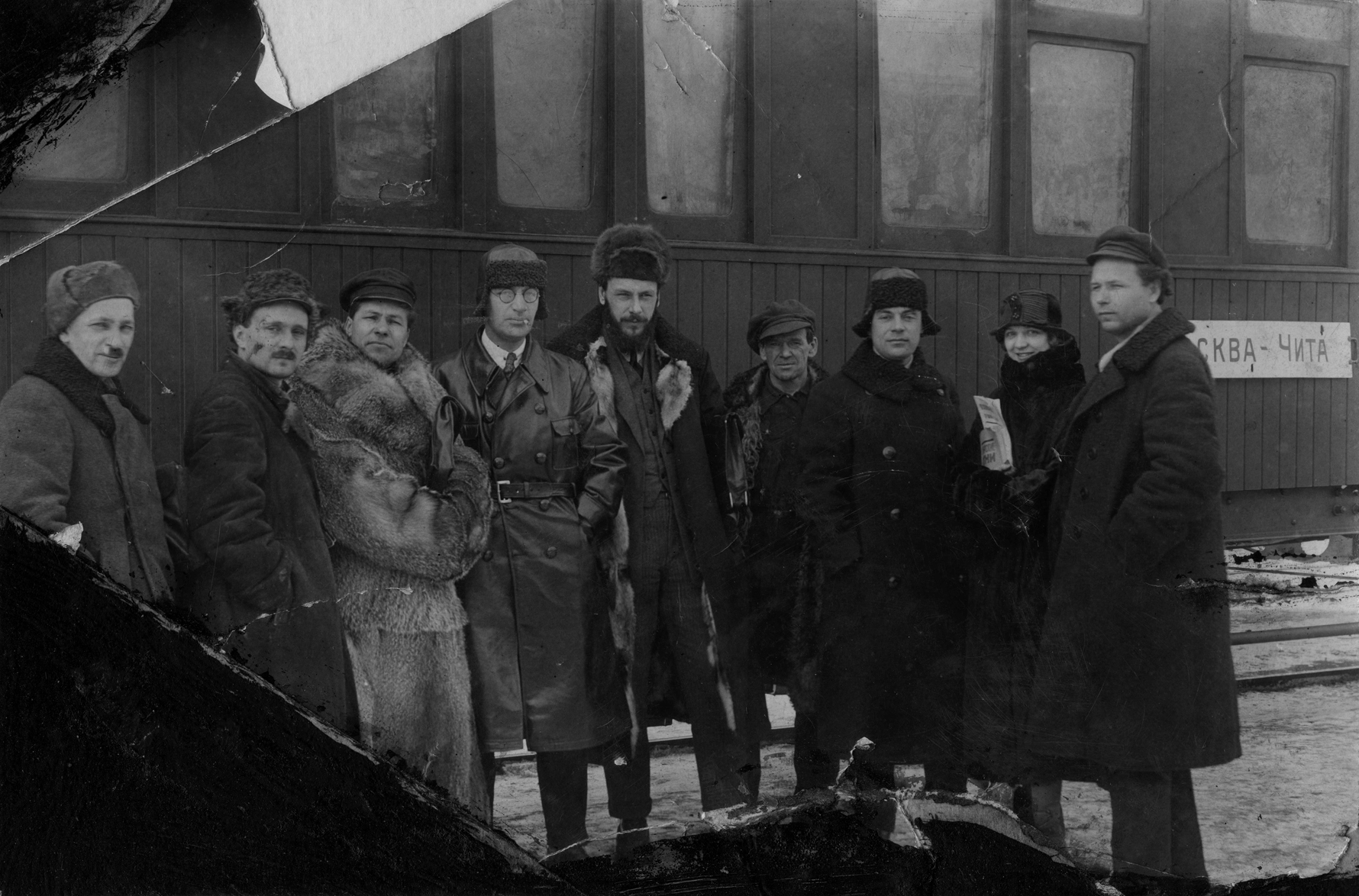
Сибирские писатели с Борисом Пильняком, ориентировочно 1924-25 гг. Слева направо Вяткин, Пушкарев, Пермитин, Пильняк, Зазубрин, Ромов, Итин, Неизвестная, Урманов.
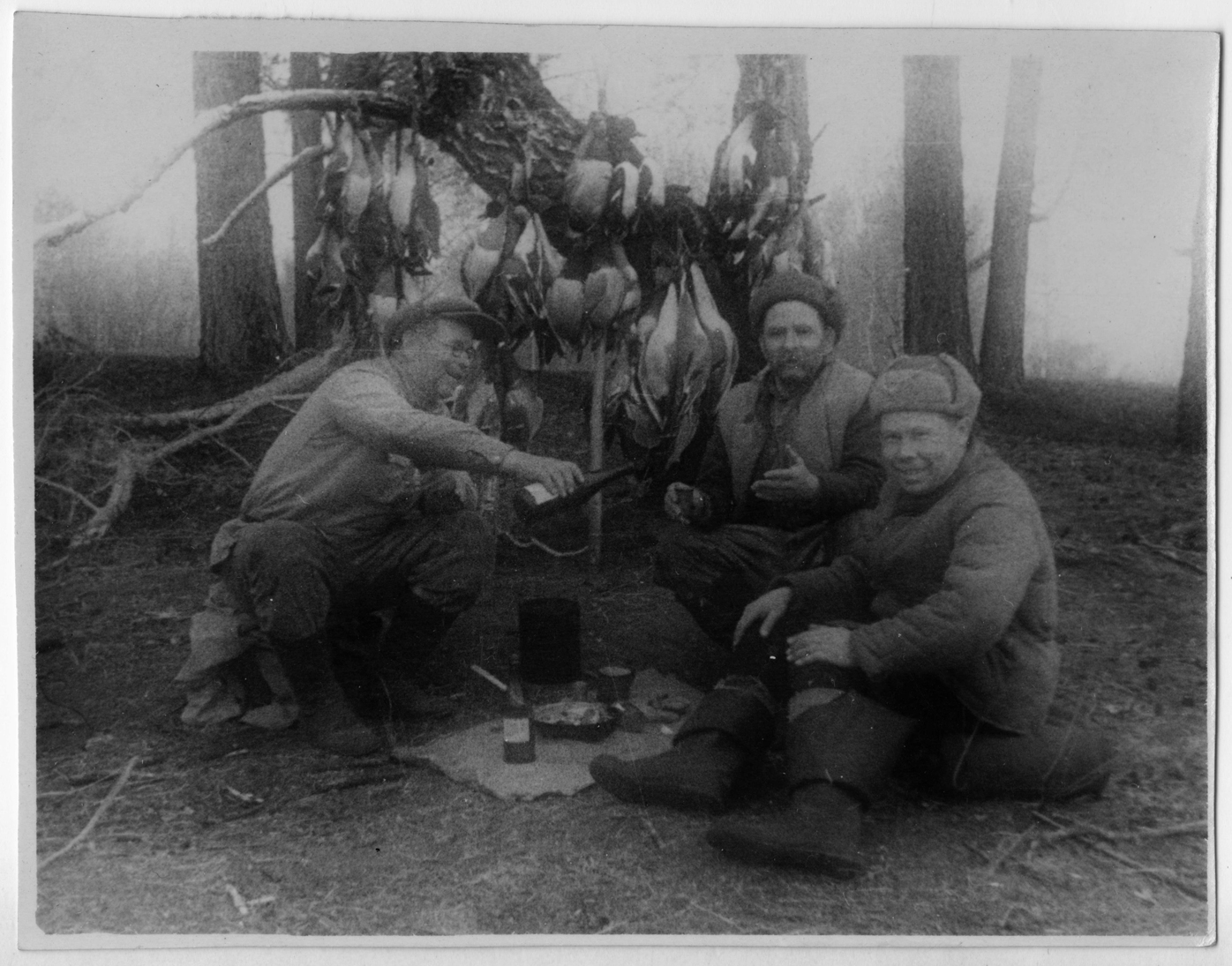
Сибирские писатели Урманов Кондратий Никифорович, Куликов Александр Павлович и неизвестный на охотничьем привале, 1920-е гг.
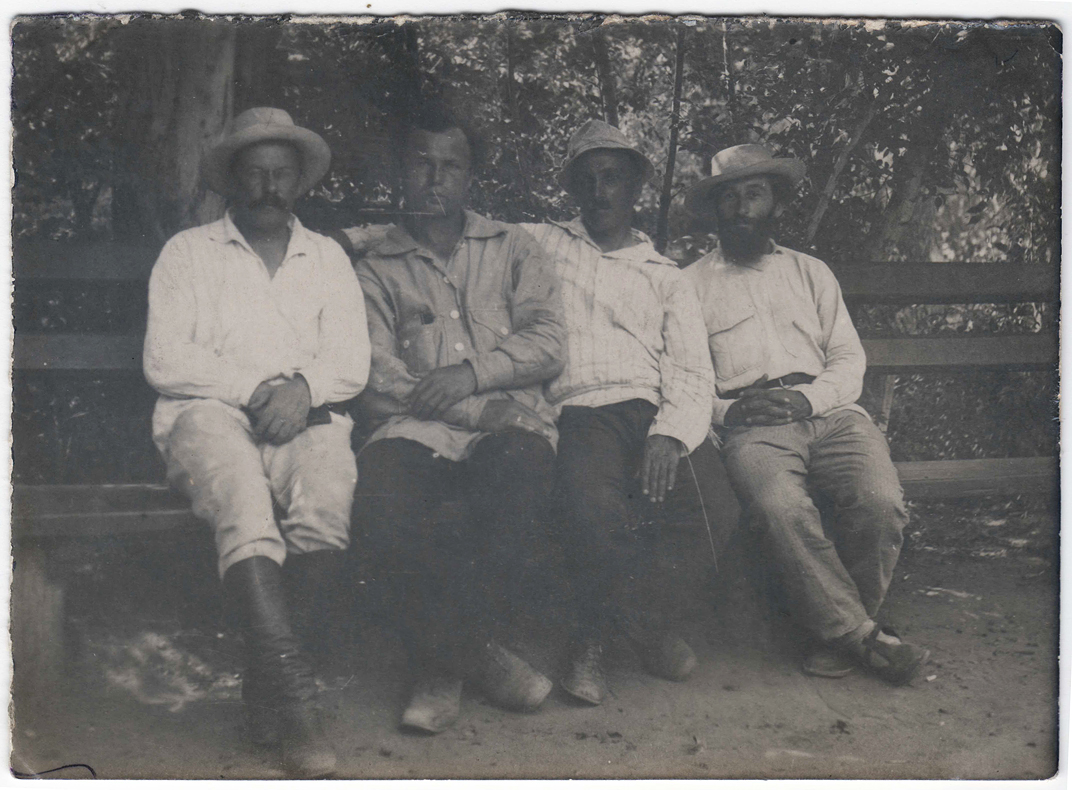
Сибирские писатели: Басов, Урманов, Комаров и первый директор Сибархива В. Д. Вегман (Бердск, ориентировочно 1920-е гг.)
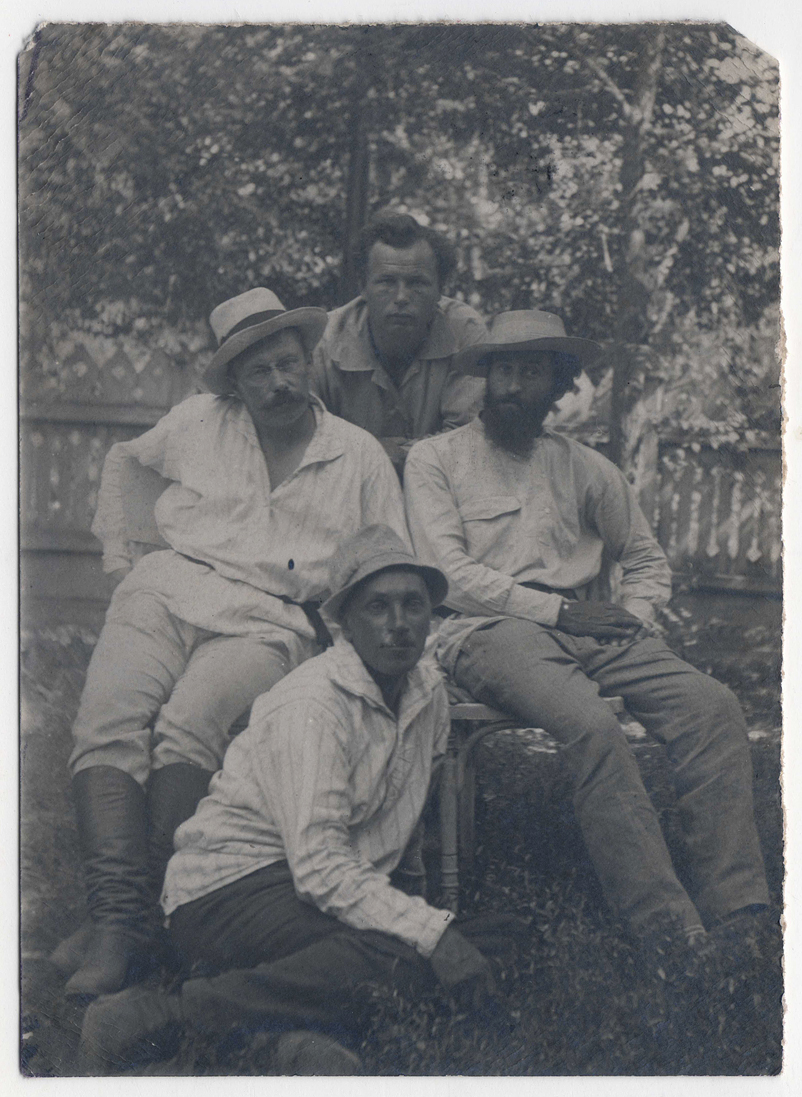
Басов, Урманов, Комаров и первый директор Сибархива В. Д. Вегман (Бердск, ориентировочно 1920-е гг.)
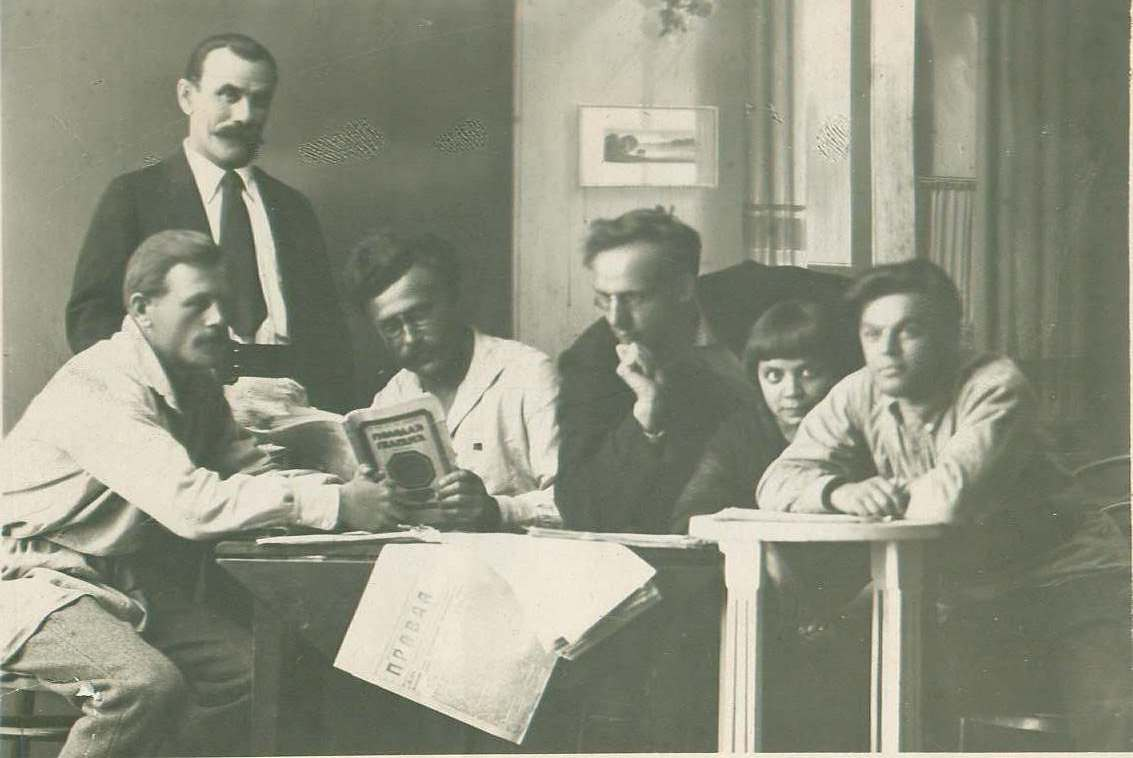
В редакции журнала «Сибирские огни», ориентировочно 1920-1930-е гг.
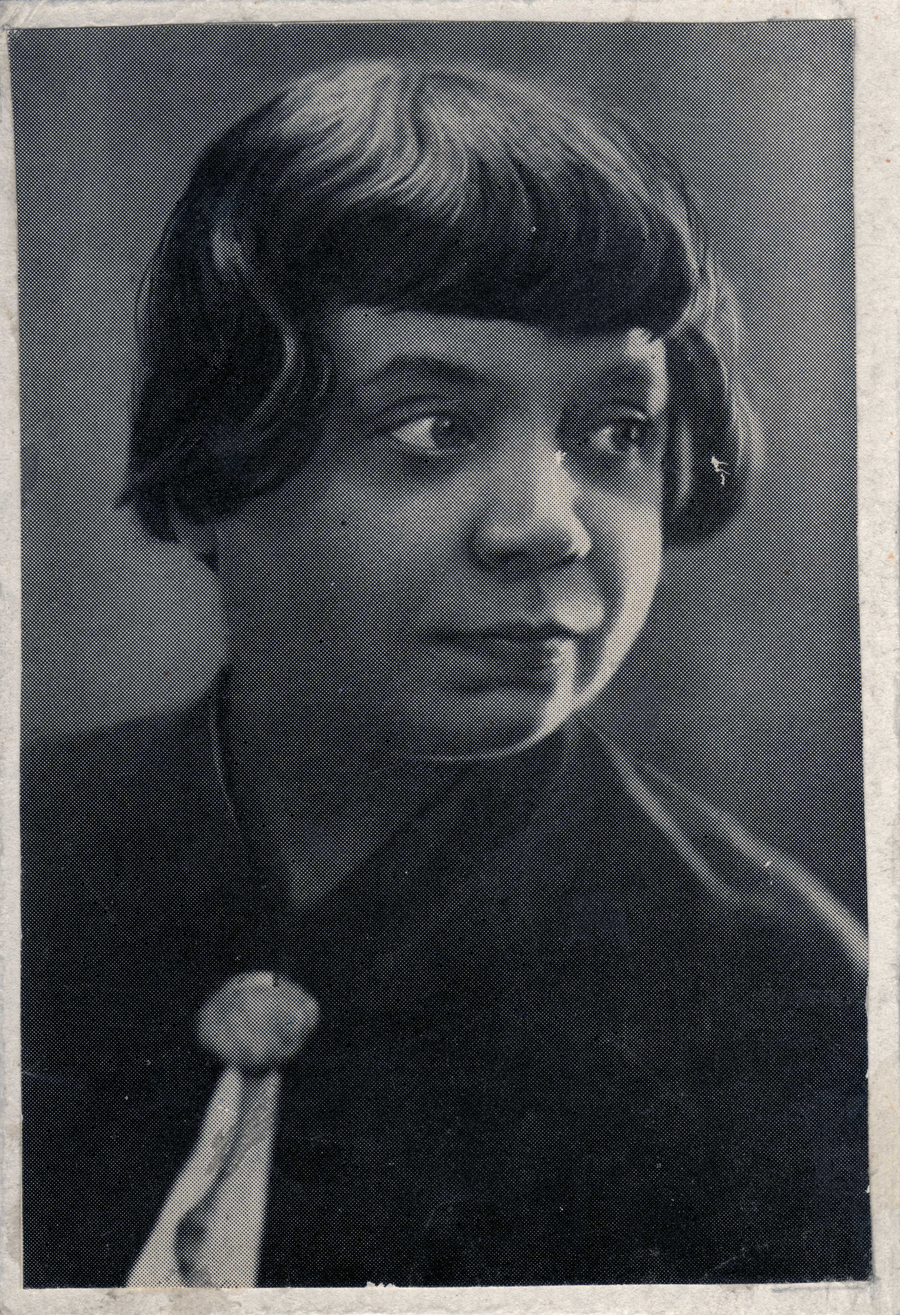
Сейфуллина Лидия Николаевна (1889—1954), русская писательница, одна из основателей журнала «Сибирские огни»
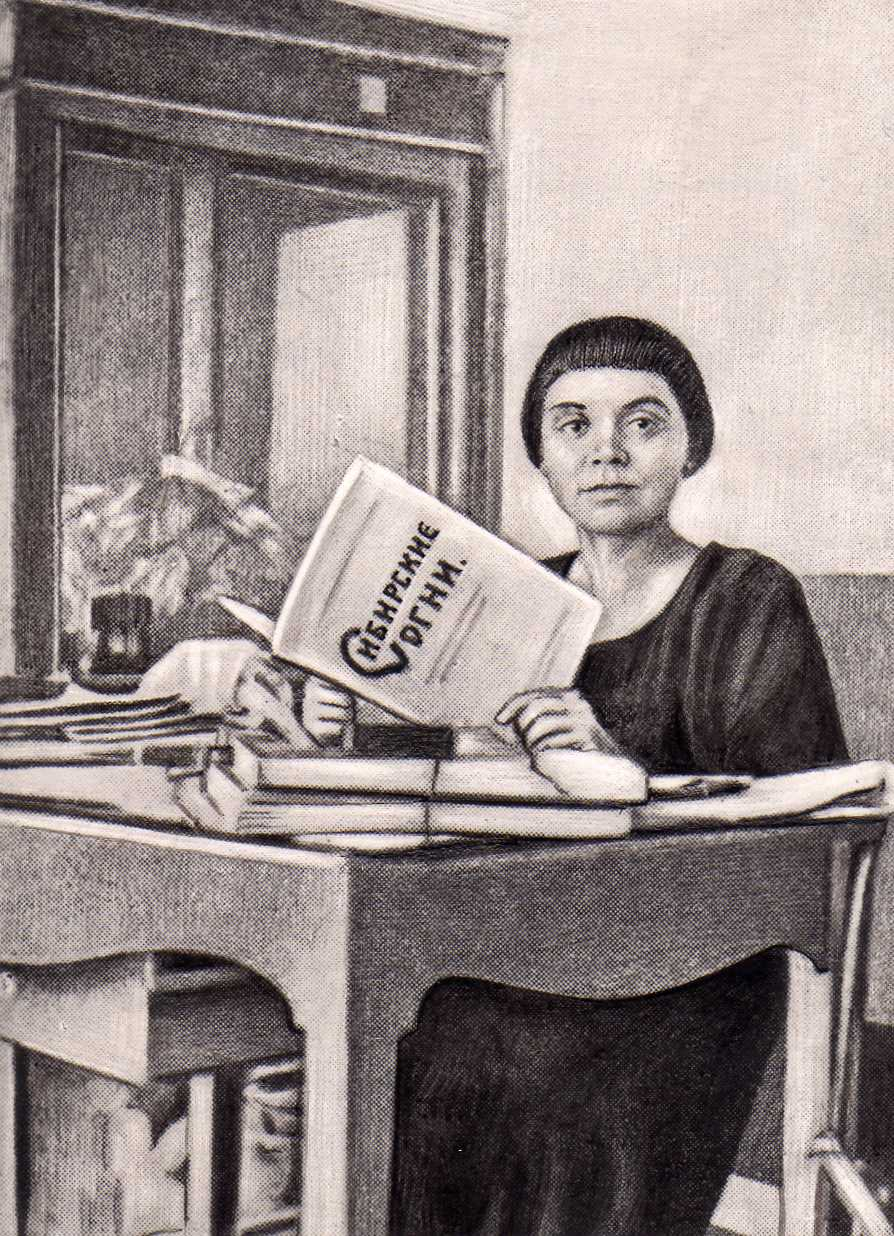
Сейфуллина Лидия Николаевна с журналом «Сибирские огни»
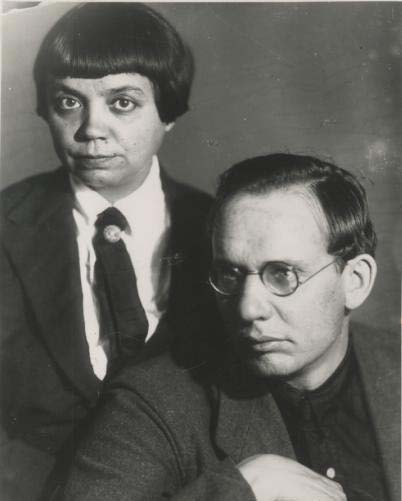
Супруги Лидия Сейфуллина и Валериан Правдухин
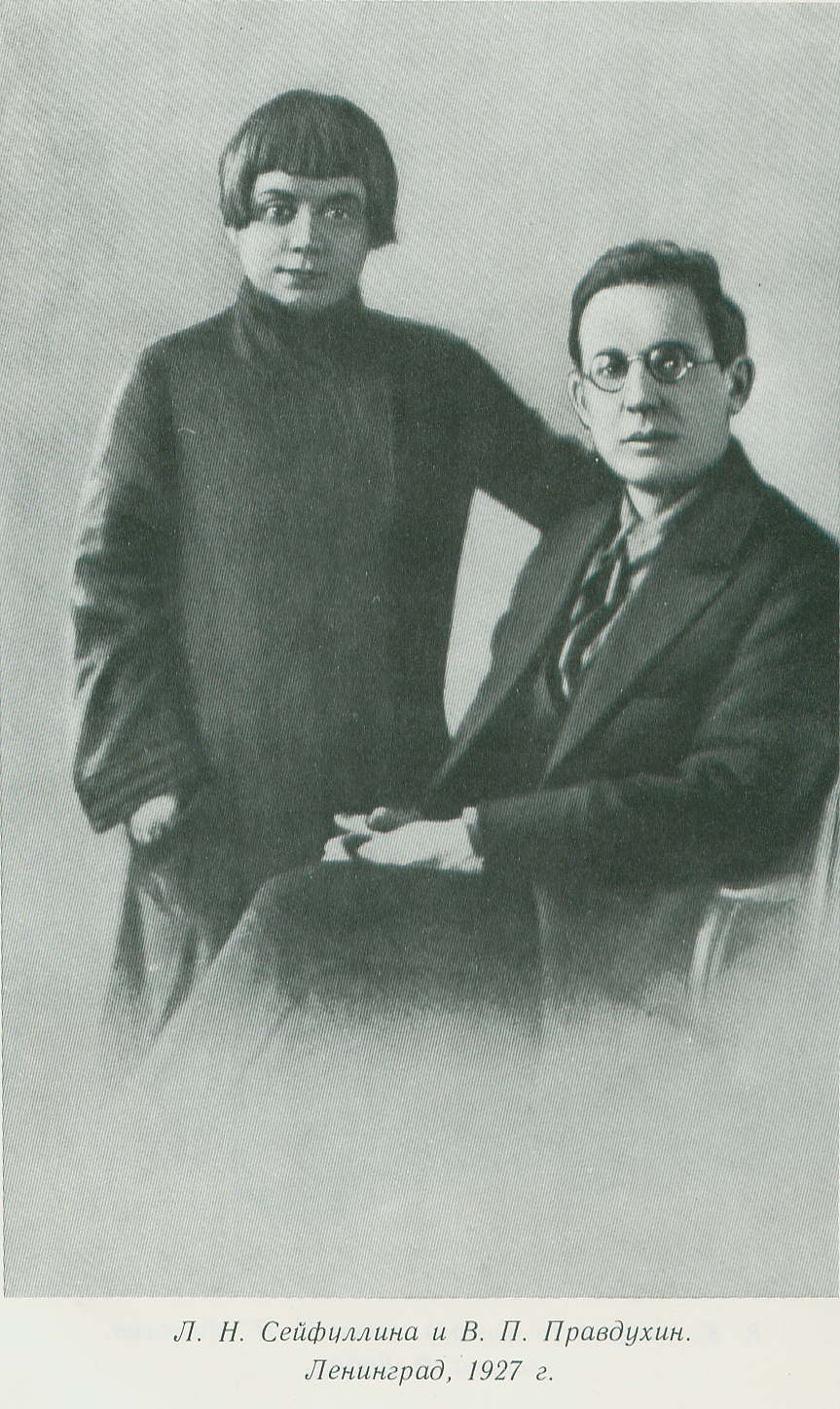
Л. Н. Сейфуллина и В. П. Правдухин. Ленинград, 1927 г.
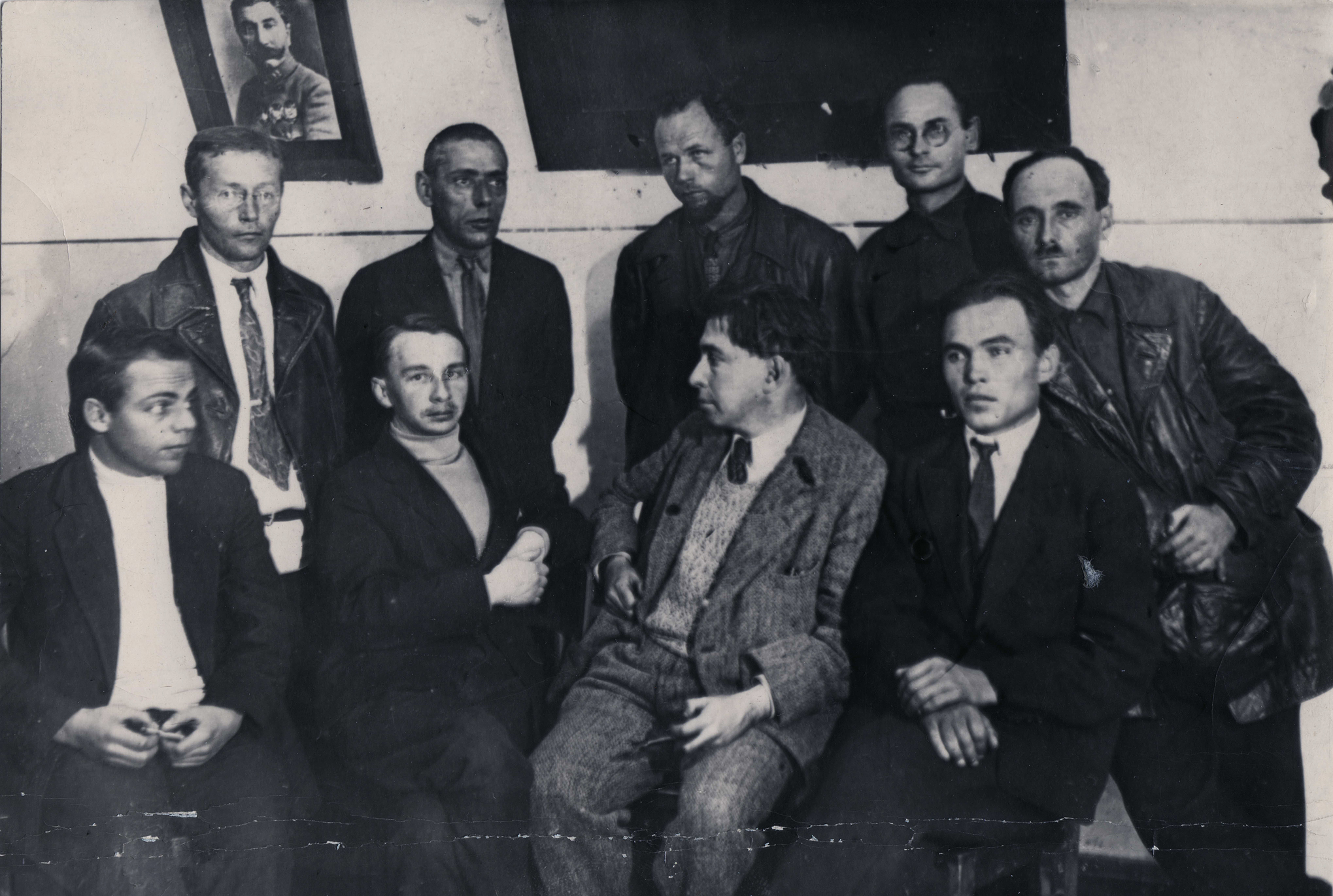
В редакции журнала «Сибирские огни», 1933 г.

## Главные редакторы
- 1922—1923 — Е. М. Ярославский
- 1923—1928 — В. Я. Зазубрин
- 1928—1929, 1933—1934 — В. А. Итин
- 1930—1932, 1935—1937, 1953—1958 — А. В. Высоцкий
- 1940—1941, 1946—1953 — С. Е. Кожевников
- 1958—1964 — В. В. Лаврентьев (фактически совместно с А. С. Ивановым)
- 1964—1975 — А. И. Смердов
- 1975—1987 — А. В. Никульков
- 1987—1997 — Г. Ф. Карпунин
- 1998—2005 — В. И. Зеленский
- 2005 — декабрь 2013 — В. А. Берязев[источник не указан 3685 дней]
- декабрь 2013 — октябрь 2014 — и. о. В. Н. Сероклинов[6]
- октябрь 2014 — май 2024 — М. Н. Щукин[6]
- с мая 2024 — и. о. М. В. Хлебников[34]

## Тираж
- 1932—2000 экз.
- 1936 — 8000-9000 экз.
- 1946 — 6000 экз.
- 1958 — 14000 экз.
- 1963 — 30000 экз.
- 1990 — 95000 экз.
- 2022 — 1500 экз.[1]